# الانعزالية
الانعزالية هي صنف من السياسة الخارجية يرى فيه الساسة أن شؤون بلادهم الدخلية يجب أن تكون بمعزل عن رأي البلدان الأخرى وأن تقتصر العلاقة على الشؤون التجارية كي لا تؤثر البلدان الأخرى على الشؤون الحساسة لبلادهم، من أهم الدول التي تتسم بالانعزالية عن العالم الخارجي هي كوريا الشمالية.